# Supercars Championship

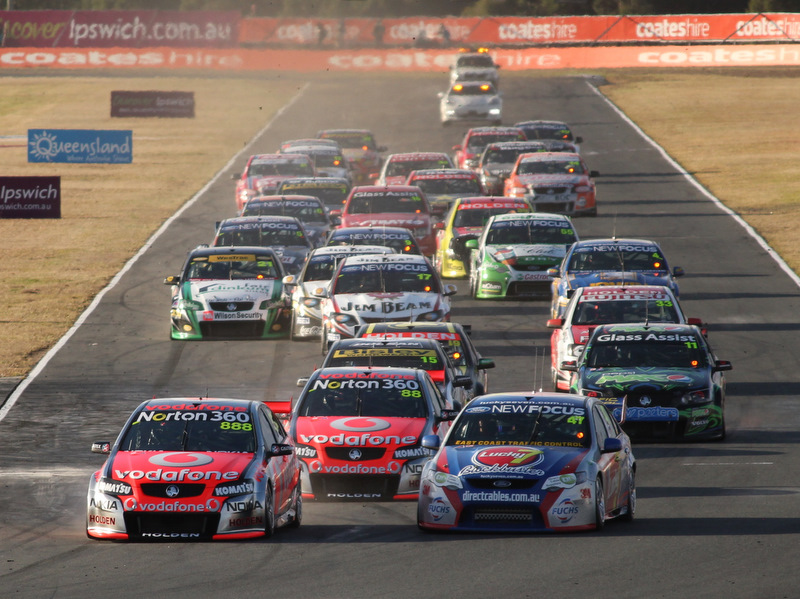
Largada da V8 Supercars no Queensland Raceway.

O Supercars Championship é um campeonato de automobilismo disputado principalmente na Austrália e Nova Zelândia sob as regulações da FIA. Surgiu do afastamento da classe 5.0 litros do Campeonato Australiano de Turismo, que também incluía modelos com homologação Superturismo e que logo formaram o Campeonato Australiano de Superturismo.
Em 2001, as equipes privadas passaram a ter corridas (e datas) de forma independente, de forma que a divisão principal e a secundária (Level One e Level Two) tomaram respectivamente os nomes V8 Supercar Championship Series e Konica V8 Supercar Series (logo Fujitsu V8 Supercar Series).

## Automóveis
Inicialmente, Os dois únicos modelos permitidos na categoria são o Ford Falcon e o Holden Commodore, ambos com alto nível de vendas na Austrália, e também grande tradição e rivalidade. Porém posteriormente Mercedes-Benz E63 AMG, Volvo S60 e Nissan Altima também entraram no campeonato. Os carros do Supercars são mais próximos em prestações a um Deutsche Tourenwagen Masters ou a um Sprint Cup que a um Super 2000, ou seja a meio caminho entre um automóvel de turismo e um stock car.
Ambas as marcas têm um pacote aerodinâmico estândar, e as caixas de câmbios, diferenciais e sistemas de freios são idênticos para todos. Os motores são a gasolina V8 atmosféricos de 5.0 litros de cilindrada, com injeção eletrônica de combustível, com rotação de giro limitado a 7500 rpm e que desenvolvem entre 630 e 660 CV de potência máxima. O peso mínimo é de 1355 kg, e existe um único proveedor de pneus.
- Holden Commodore de 1996
- Carro da Team Sirromet de 2007
- Carro de 2018
- Carro de 2023

## Calendário
Dentro do calendário do Supercars existem três corridas especiais: os 1000 km de Bathurst, os 500 km de Adelaide e os 500 km de Sandown, que são corridos no autódromo de Mount Panorama, no circuito de rua de Adelaide e no Sandown Raceway. Desde a temporada 2005, uma corrida é feita no Circuito Internacional do Barém; nesse mesmo ano, foi realizada uma corrida no Circuito Internacional de Shanghai que não teve êxito e nunca mais voltou a ser feita.

## Pilotos Campeões (V8 e ATC)
| Ano                        | Piloto           | Carro                                                   | Equipa                                |
| Appendix J                 | Appendix J       | Appendix J                                              | Appendix J                            |
| -------------------------- | ---------------- | ------------------------------------------------------- | ------------------------------------- |
| 1960                       | David McKay      | Jaguar 3.4 Litre                                        | David McKay                           |
| 1961                       | Bill Pitt        | Jaguar 3.4 Litre                                        |                                       |
| 1962                       | Bob Jane         | Jaguar 3.8 Litre Mk II                                  |                                       |
| 1963                       | Bob Jane         | Jaguar 3.8 Litre Mk II                                  | R. Jane                               |
| 1964                       | Ian Geoghegan    | Ford Cortina GT                                         | Total Team                            |
| Improved Production        |                  |                                                         |                                       |
| 1965                       | Norm Beechey     | Ford Mustang                                            | Neptune Racing Team                   |
| 1966                       | Ian Geoghegan    | Ford Mustang                                            | Total Team                            |
| 1967                       | Ian Geoghegan    | Ford Mustang                                            | Mustang Team                          |
| 1968                       | Ian Geoghegan    | Ford Mustang                                            | Mustang Team                          |
| 1969                       | Ian Geoghegan    | Ford Mustang                                            | Mustang Team                          |
| 1970                       | Norm Beechey     | Holden HT Monaro GTS350                                 | Shell Racing Team                     |
| 1971                       | Bob Jane         | Chevrolet Camaro ZL-1                                   | Bob Jane Racing Team                  |
| 1972                       | Bob Jane         | Chevrolet Camaro ZL-1                                   | Bob Jane Racing                       |
| Group C                    |                  |                                                         |                                       |
| 1973                       | Allan Moffat     | Ford XY Falcon GTHO Phase III                           | Ford Motor Company                    |
| 1974                       | Peter Brock      | Holden LJ Torana GTR XU-1 Holden LH Torana LH SL/R 5000 | Marlboro Holden Dealer Team           |
| 1975                       | Colin Bond       | Holden LH Torana SL/R 5000 L34                          | Marlboro Holden Dealer Team           |
| 1976                       | Allan Moffat     | Ford XB Falcon GT                                       | Allan Moffat Racing                   |
| 1977                       | Allan Moffat     | Ford XB Falcon GT Ford XC Falcon                        | Moffat Ford Dealers                   |
| 1978                       | Peter Brock      | Holden LX Torana SS A9X                                 | Marlboro Holden Dealer Team           |
| 1979                       | Bob Morris       | Holden LX Torana SS A9X                                 | Ron Hodgson Channel 7 Racing          |
| 1980                       | Peter Brock      | Holden VB Commodore                                     | Marlboro Holden Dealer Team           |
| 1981                       | Dick Johnson     | Ford XD Falcon                                          | Dick Johnson Racing                   |
| 1982                       | Dick Johnson     | Ford XD Falcon                                          | Dick Johnson Racing                   |
| 1983                       | Allan Moffat     | Mazda RX-7                                              | Peter Stuyvesant International Racing |
| 1984                       | Dick Johnson     | Ford XE Falcon                                          | Dick Johnson Racing                   |
| Group A                    |                  |                                                         |                                       |
| 1985                       | Jim Richards     | BMW 635 CSi                                             | JPS Team BMW                          |
| 1986                       | Robbie Francevic | Volvo 240T                                              | Volvo Dealer Team                     |
| 1987                       | Jim Richards     | BMW M3                                                  | JPS Team BMW                          |
| 1988                       | Dick Johnson     | Ford Sierra RS500                                       | Shell Ultra-Hi Racing                 |
| 1989                       | Dick Johnson     | Ford Sierra RS500                                       | Shell Ultra-Hi Racing                 |
| 1990                       | Jim Richards     | Nissan Skyline HR31 GTS-R Nissan Skyline BNR32 GT-R     | Nissan Motorsport Australia           |
| 1991                       | Jim Richards     | Nissan Skyline BNR32 GT-R                               | Nissan Motor Sport                    |
| 1992                       | Mark Skaife      | Nissan Skyline BNR32 GT-R                               | Winfield Team Nissan                  |
| Group 3A                   |                  |                                                         |                                       |
| 1993                       | Glenn Seton      | Ford EB Falcon                                          | Peter Jackson Racing                  |
| 1994                       | Mark Skaife      | Holden VP Commodore                                     | Winfield Racing                       |
| 1995                       | John Bowe        | Ford EF Falcon                                          | Shell FAI Racing                      |
| 1996                       | Craig Lowndes    | Holden VR Commodore                                     | Holden Racing Team                    |
| V8 Supercars               |                  |                                                         |                                       |
| 1997                       | Glenn Seton      | Ford EL Falcon                                          | Ford Credit Racing                    |
| 1998                       | Craig Lowndes    | Holden VS Commodore Holden VT Commodore                 | Holden Racing Team                    |
| 1999                       | Craig Lowndes    | Holden VT Commodore Holden VS Commodore                 | Holden Racing Team                    |
| 2000                       | Mark Skaife      | Holden VT Commodore                                     | Holden Racing Team                    |
| 2001                       | Mark Skaife      | Holden VX Commodore                                     | Holden Racing Team                    |
| 2002                       | Mark Skaife      | Holden VX Commodore                                     | Holden Racing Team                    |
| 2003                       | Marcos Ambrose   | Ford BA Falcon                                          | Stone Brothers Racing                 |
| 2004                       | Marcos Ambrose   | Ford BA Falcon                                          | Stone Brothers Racing                 |
| 2005                       | Russell Ingall   | Ford BA Falcon                                          | Stone Brothers Racing                 |
| 2006                       | Rick Kelly       | Holden VZ Commodore                                     | HSV Dealer Team                       |
| 2007                       | Garth Tander     | Holden VE Commodore                                     | HSV Dealer Team                       |
| 2008                       | Jamie Whincup    | Ford BF Falcon                                          | Triple Eight Race Engineering         |
| 2009                       | Jamie Whincup    | Ford FG Falcon                                          | Triple Eight Race Engineering         |
| 2010                       | James Courtney   | Ford FG Falcon                                          | Dick Johnson Racing                   |
| International V8 Supercars |                  |                                                         |                                       |
| 2011                       | Jamie Whincup    | Holden VE Commodore                                     | Triple Eight Race Engineering         |
| 2012                       | Jamie Whincup    | Holden VE Commodore                                     | Triple Eight Race Engineering         |
| 2013                       | Jamie Whincup    | Holden VF Commodore                                     | Triple Eight Race Engineering         |